# Стриженов Олег Олександрович
Олег Олександрович Стриженов (рос. Олег Александрович Стриженов; 10 серпня 1929, Благовєщенськ, Далекосхідний край, РРФСР — 9 лютого 2025, Москва) — радянський і російський актор театру і кіно. Народний артист СРСР (1988).

## Біографія
У 1935 році разом з сім'єю переїхав до Москви. Під час німецько-радянської війни працював у Науково-дослідному кінофотоінституті механіком з апаратури в цеху обробки плівки. Навчався в Театральному художньо-технічному училищі. Нагороджений медаллю «За доблесну працю у Великій Вітчизняній війні 1941—1945 рр.».
В 1953 закінчив Театральне училище імені Б. В. Щукіна і став актором Державного російського драматичного театру в Таллінні. Через рік перебрався до Ленінграду, де відпрацював один сезон в ЛАТД імені О. С. Пушкіна, а потім до Москви, де з 1957 став актором Театру-студії кіноактора.
Заявив про себе як актор кіно головними ролями у фільмах «Овід» (1955) і «Сорок перший» (1956).

## Ролі в кіно
- 1951: Спортивна честь — уболівальник  (епізод)
- 1955: Овід — Артур Бертон, він же Овід / Феліче Ріварес
- 1955: Мексиканець —  Хосе Фернандес, він же Феліпе Рівера / Хоакін Фернандес
- 1956: Сорок перший —  поручик Вадим Миколайович Говорухо-Отрок
- 1958: Ходіння за три моря —  Афанасій Нікітін
- 1958: Капітанська дочка —  Петро Гриньов
- 1958: У твоїх руках життя —  Дудін
- 1959: Білі ночі —  мрійник
- 1959: Північна повість —  Павло Бестужев
- 1960: Пікова дама —  Германн
- 1960: Дуель —  Іван Лаєвський
- 1961: Боягуз /  Zbabelec  —  солдат Олег
- 1962: У мертвій петлі —  Сергій Уточкін
- 1963: Оптимістична трагедія —  перший офіцер
- 1964: Три сестри —  барон Тузенбах
- 1965: Третя молодість —  П. І. Чайковський
- 1966: Перекличка —  Бородін
- 1967: Прощавай —  Олег Старигін, лейтенант
- 1968: Його звали Роберт —  Сергій / Роберт
- 1969: Непідсудний —  Єгоров, льотчик
- 1970: Місія в Кабулі —  Роман Лужина
- 1972: Земля, до запитання —  Лев Маневич / Конрад Кертнер / Яків Микитович Старостін
- 1975: Остання жертва —  Вадим Григорович Дульчин
- 1975: Зірка привабливого щастя —  Сергій Григорович Волконський, князь
- 1978: Карл Маркс. Молоді роки —  Ламенне
- 1980: Юність Петра —  Василь Голіцин, князь
- 1983: Приступити до ліквідації —  Іван Олександрович Данилов, полковник міліції
- 1985: Пан Великий Новгород —  Олексій Бородін
- 1986: Мій улюблений клоун —  Дім Дімич
- 1987: Акція —  Карєєв
- 1987: Оголошенню не підлягає —  князь Ухтомінсткий
- 2000: Замість мене —  Гагарін
- 2004: П'ять зірок —  директор готелю